# Einspänner (Café vienés)

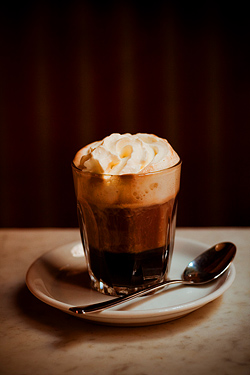
Café vienés (Einspänner)

El café vienés conocido como "Einspänner" es una especialidad de la cultura de los cafés vieneses.

## Historia
El nombre del café "Einspänner" hace referencia a los carruajes de un solo caballo. Los cocheros sostenían el café en una mano mientras controlaban las riendas con la otra. En cuanto a la crema batida espesa, esta cumplía una función importante. El calor del café se mantenía durante más tiempo y, en consecuencia, los cocheros podían disfrutar de un café caliente en el descanso. 

## Preparación
El "Einspänner" es un moca pequeño (también conocido negro o espresso) que se cubre con una crema batida espesa y, como toque final, se sirve con azúcar glas en un vaso con o sin asa. También existe el "Einspänner doble", que es un moca grande. Tradicionalmente, no se vuelve el café antes de tomarlo, sino que se bebe directamente a través de la crema batida fría. 